# Marius Müller (1993)
Marius Müller (* 12. července 1993, Heppenheim, Německo) je německý fotbalový brankář a bývalý mládežnický reprezentant, od roku 2016 hráč klubu RB Leipzig.

## Klubová kariéra
- TV 1883 Lampertheim (mládež)
- 1. FC Kaiserslautern (mládež)
- 1. FC Kaiserslautern 2012–2016[2]
- RB Leipzig 2016–[2]

## Reprezentační kariéra
Marius Müller byl členem německé mládežnické reprezentace U20, za kterou nastoupil ve 3 zápasech.